# هانوفر

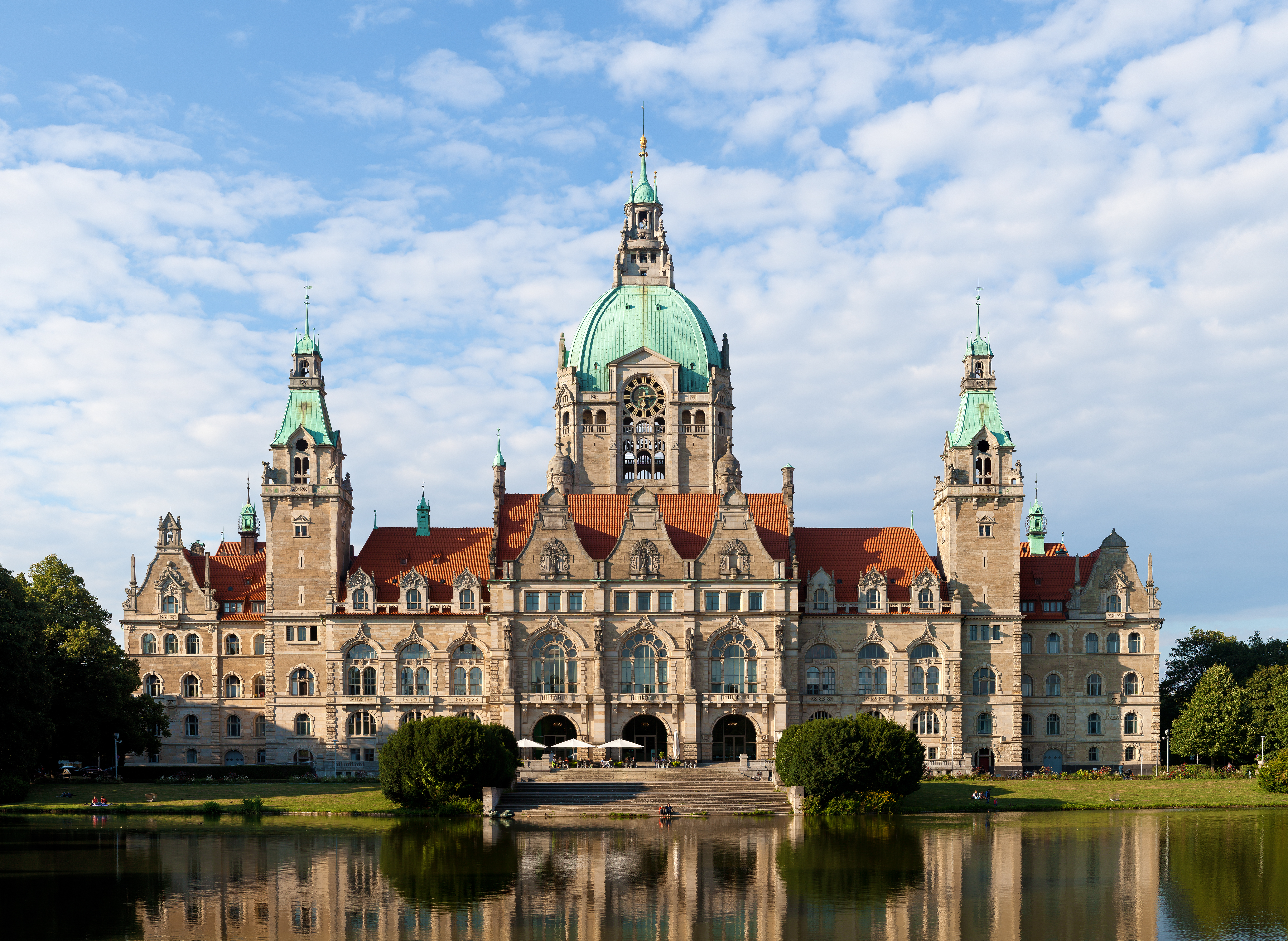
مبنى "بيت العمدة" بهانوفر

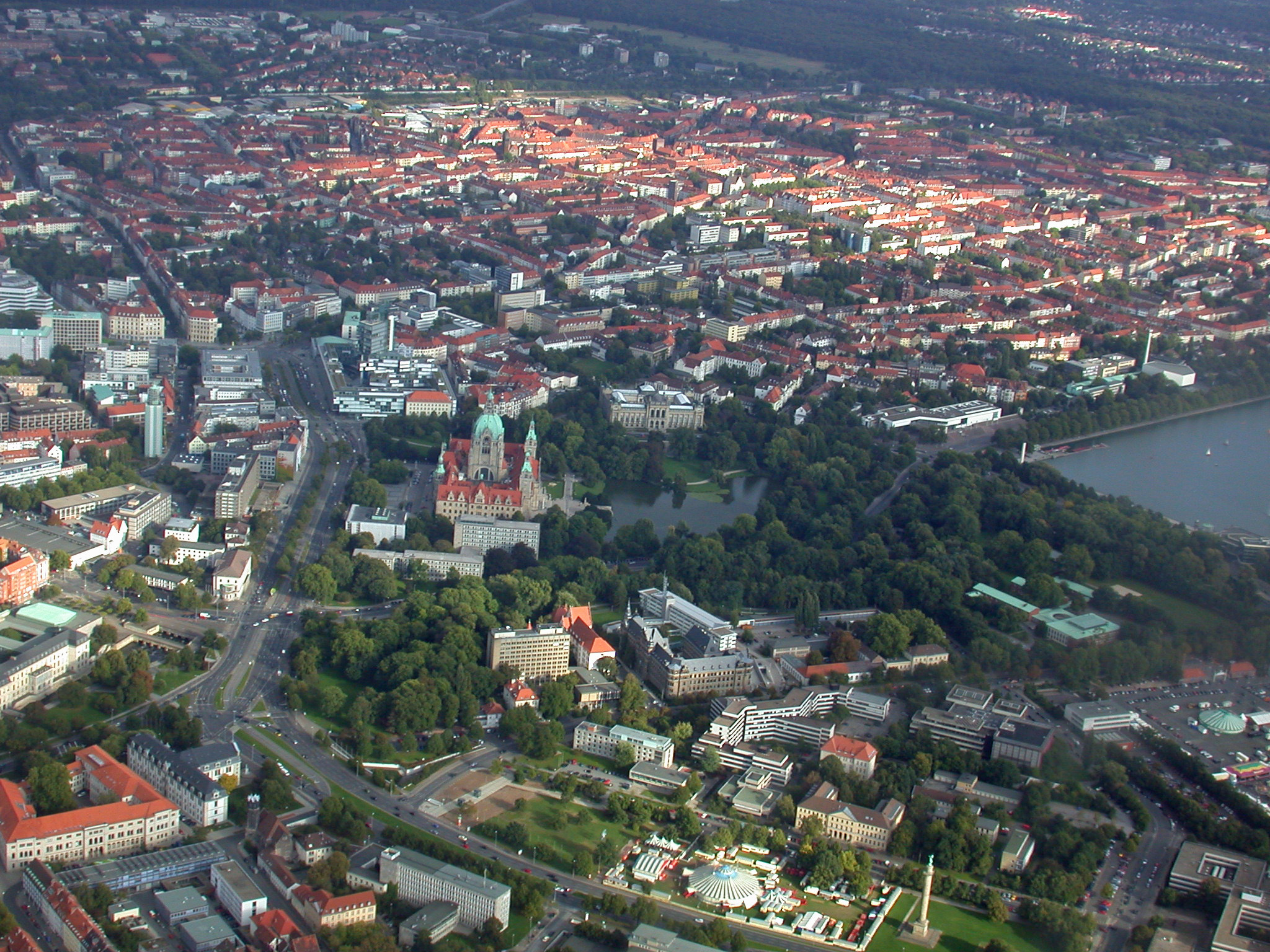
صورة من طائرة لهانوفر وتتميز بخضرتها وجداولها المائية. بيت العمدة في وسط الصورة.

هانوفر أو هَنوفَر (بالألمانية: Hannover هانوفر) هي عاصمة ولاية ساكسونيا السفلى الألمانية وأكبر مدنها. بلغ تعدادها السكاني 535.932 نسمة في عام (2021) ما جعلها تحتل المرتبة الثالثة عشر كأكبر مدينة في ألمانيا ورابع أكبر مدينة في ألمانيا الشمالية بعد برلين وهامبورغ وبريمن. تضم منطقة هانوفر الحضريّة المدن التالية: غاربسن ولانغنهاغن ولاتسن وبلغ عدد سكانها نحو 791,000 نسمة في عام (2018). بلغ عدد سكان منطقة هانوفر نحو 1.16 مليون نسمة في عام (2019) وهي الأكبر في منطقة هانوفر-براونشفايغ-غوتنغن-فولفسبورغ الحضرية، وهي المنطقة السابعة عشر كأكبر منطقة حضرية في الاتحاد الأوروبي حسب الناتج المحلي الإجمالي.
كانت هانوفر عاصمة إمارة كالنبرغ (1692–1636)، قبل أن تصبح عاصمة ولاية ساكسونيا السفلى في عام 1946، وقوة انتخابية لهانوفر بين عامي (1814–1692)، ومملكة هانوفر بين عامي (1866–1814)، ومقاطعة هانوفر التابعة لمملكة بروسيا بين عامي (1918–1868)، ومقاطعة هانوفر التابعة لولاية بروسيا الحرة في الفترة الممتدة من (1947–1918)، وأخيرًا ولاية هانوفر في عام (1946). كانت هانوفر منذ عام 1714 وحتى عام 1837، بموجب اتحاد شخصي مقرًا عائليًا لملوك هانوفر في المملكة المتحدة لبريطانيا العظمى وأيرلندا، تحت لقب دوقات براونشفايغ-لونيبورغ (الذي وُصِف لاحقًا باسم ناخب هانوفر).
تقع المدينة عند ملتقى نهر لاين ورافده نهر إيمي، في جنوب السهل الشمالي الألماني. تعد المدينة نقطة عبور رئيسة لخطوط السكك الحديدية والطرق السريعة (الآوتوبانين)، فتربط الخطوط الرئيسة الأوروبية في كل من الاتجاهين الشرقي والغربي (منطقة برلين-حوض روا/دوسلدورف/كولن) وشمال-جنوب (هامبورغ-فرانكفورت/شتوتغارت/ميونخ). يقع مطار هانوفر شمال المدينة، في لانغنهاغن، وهو تاسع أكثر المطارات ازدحامًا في ألمانيا. أما أبرز مؤسسات التعليم العالي في المدينة فهي المدرسة الطبية في هانوفر، إحدى كليات الطب الرائدة في ألمانيا، مع المستشفى الجامعي التابع لها وجامعة لايبنتز هانوفر. تضم المدينة أيضًا المعهد الدولي لعلم الأعصاب.
تعد أرض المعارض في هانوفر الأكبر في العالم، لاسيما بعد عديدٍ من التوسعات التي أجريت على الأخص تحضيرًا لمعرض إكسبو 2000. تستضيف هانوفر معارض تجارية تسويقية سنوية كمعرض هانوفر، وظلت تستضيف معرض سي بيت CeBIT حتى عام 2018. يقام معرض IAA للمركبات التجارية كل عامين، وهو المعرض التجاري الرائد عالميًا في مجال النقل والخدمات اللوجستية والتنقّل. تستضيف مدينة هانوفر كل عام مهرجان شوتسين فير (مهرجان الرماية)، وهو أكبر مهرجان للرُماة في العالم، ومهرجان أكتوبر كذلك.

## أصل التسمية
قد يكون اسم المدينة مشتقًا من الكلمة الألمانية (am) hohen Ufer التي تعني حرفيًا «على الضفة المرتفعة (للنهر)».
إن التهجئة الإنجليزية التقليدية هي «Hanover»، لكنها أصبحت، على نحوٍ أكثر شيوعًا، «Hannover»، بحرفي «n» كالتهجئة الألمانية. تفضّل الإصدارات الحديثة من الموسوعة البريطانية التهجئة الألمانية، وتستخدم الحكومة المحلية التهجئة الألمانية كذلك على صفحات الويب الإنجليزية الخاصة بها. يُعتمَد النطق الإنجليزي، مع التشديد على المقطع الأول، في كل من التهجئتين الألمانية والإنجليزية، وهو ما يختلف عن النطق الألماني الذي يشدد على المقطع الثاني وحرف العلة الثاني الطويل. لا تزال التهجئة الإنجليزية التقليدية مستخدمة في السياقات التاريخية، خاصة عند الإشارة إلى عائلة هانوفر البريطانية.

## تاريخ

### تاريخها المبكر
تأسست هانوفر في العصور الوسطى على الضفة الشرقية لنهر لاين. ربما يعني اسمها الأصلي «ضفة النهر المرتفعة»، لكنّ ذلك محط نقاش. كانت هانوفر قرية صغيرة يعيش فيها عمال العبّارات والصيادين لكنها أصبحت مدينة كبيرة نسبيًا في القرن الثالث عشر فحصلت على امتيازات البلدة في عام 1241 بسبب موقعها عند مفترق طرق طبيعي. ساعد موقعها على الروافد الملاحيّة العليا للنهر في نموها وازدهارها من خلال زيادة التجارة، لاسيما وأن السفر البري كان صعبًا نسبيًا. اتصلت بمدينة بريمن التابعة للرابطة الهانزية عن طريق نهر لاين وكانت تقع بالقرب من الحافة الجنوبية للسهل الألماني الشمالي الواسع، وشمال غرب جبال هارتز، لذلك مرت عبرها قطارات البغال في حركة مرورية من الشرق إلى الغرب. وبالنتيجة كانت هانوفر بوابة إلى وديان أنهار الراين والرور والسار، ومناطقها الصناعية التي نمت إلى الجنوب الغربي ومناطق السهول إلى الشرق والشمال لحركة المرور البرية المحيطة بنهر هارتز بين البلدان المنخفضة وساكسونيا أو تورينغن.
بنيت الكنائس الرئيسة في هانوفر في القرن الرابع عشر، فضلًا عن سور دفاع المدينة المكوّن من ثلاث بوابات. أدت بداية التصنيع في ألمانيا إلى تجارة الحديد والفضة من جبال هارتز الشمالية، ما زاد من أهمية المدينة.
نقل غيورغ، دوق براونشفايغ- لونيبورغ، حاكم دوقية براونشفايغ لونيبورغ في كالنبرغ، مقر إقامته إلى هانوفر في عام 1636. ورقّى الإمبراطور الروماني المقدس دوقات براونشفايغ- لونيبورغ إلى رتبة أمير ناخب في عام 1692، وهذا ما أكّده مجلس البرلمان الإمبراطوري في عام 1708. وبالنتيجة، رُقيّت الإمارة إلى منتخبيّة براونشفايغ- لونيبورغ، المعروفة بشكل عام باسم ناخب هانوفر تيمنًا بالعاصمة كالنبرغ. أصبح ناخبوها فيما بعد ملوك بريطانيا العظمى (ومنذ عام 1801 المملكة المتحدة لبريطانيا العظمى وأيرلندا). كان أولهم جورج الأول لويس الذي اعتلى العرش البريطاني في عام 1714. وكان آخر ملك بريطاني حكم هانوفر هو ويليام الرابع. وقد حرّم القانون شبه السالي الذي يفرض خلافة تسير وفق النسب الذكوري، تولّي الملكة فيكتوريا العرش في هانوفر. كانت الملكة فيكتوريا نفسها، بوصفها من نسل جورج الأول، عضوًا في آل هانوفر. لكنّ أحفادها حملوا اسم زوجها في ساكسونيا- كوبورغ- غوتا. وكان ثلاثة ملوك لبريطانيا العظمى، أو المملكة المتحدة، أمراء ناخبين لهانوفر في ذات الوقت أيضًا.
نادرًا ما زار الملوك المدينة خلال فترة الاتحاد الشخصي بين تاجي المملكة المتحدة وهانوفر (1837-1714). وكان ثمة زيارة قصيرة واحدة فقط، قام بها جورج الرابع في عام 1821، خلال عهد آخر ثلاثة حكام مشتركين (1837-1760). مثّل نائب الملك أدولفوس، دوق كامبريدج، الملك في هانوفر منذ عام 1816 وحتى عام 1837.
دارت معركة هاستنبيك بالقرب من المدينة في 26 يوليو من عام 1757 خلال حرب السنوات السبع. وهزم الجيش الفرنسي جيش الرصد الهانوفري، ما أدى إلى احتلال المدينة كجزء من عملية غزو هانوفر. لكن القوات الأنجلو ألمانية بقيادة فرديناند من براونشفايغ، استعادت المدينة في العام التالي.

### القرن التاسع عشر
بعد فرض نابليون بونابرت اتفاقية أرتلنبورغ (اتفاقية إلبه) في 5 يوليو من عام 1803، احتل نحو 35000 جندي فرنسي هانوفر. نصت الاتفاقية أيضًا على حل جيش هانوفر. لكن جورج الثالث لم يعترف بهذه الاتفاقية، ما أدى إلى هجرة عدد كبير من جنود هانوفر إلى بريطانيا العظمى في نهاية الأمر، حيث شُكّل الفيلق الألماني الملكي. كانت قوات من هانوفر وبراونشفايغ هي فقط من استمرت في معارضة فرنسا طوال الحروب النابليونية. لعب الفيلق لاحقًا دورًا مهمًا في حرب الاستقلال الإسبانية ومعركة واترلو في عام 1815. أصبحت المنتخبيّة هي مملكة هانوفر في عام 1814.
انتهى الاتحاد الشخصي بين المملكة المتحدة وهانوفر في عام 1837، لأن خلف ويليام الرابع في المملكة المتحدة كانت أنثى (الملكة فيكتوريا). ولم يكن بالإمكان أن يرث هانوفر إلا ورثة ذكور. فانتقلت هانوفر إلى شقيق ويليام الرابع، إرنست أوغسطس، وظلت مملكة حتى عام 1866، حين ضمتها بروسيا في أثناء الحرب النمساوية البروسية. ورغم أنه كان من المتوقع أن تهزم هانوفر بروسيا في معركة لانغينسالزا في عام 1866، لكنّ بروسيا عيّنت هيلموت فون مولكته قائدًا في المعركة لتدمير جيش هانوفر. لتصبح المدينة بعد ذلك، عاصمة مقاطعة هانوفر البروسية.
استُخدم أول خط ترام تجرّه الخيول في عام 1872، وأول ترام كهربائي في عام 1893.
صدرت صحيفة محلية في هانوفر في هذا الوقت، هي صحيفة ساعي هانوفر.